# Caju (futbolista)
Wanderson de Jesus Martins (Irecê, Bahía, Brasil, 17 de julio de 1995), conocido popularmente como Caju, es un futbolista brasileño que juega como defensa en el Aris de Limassol de la Primera División de Chipre.

## Selección nacional
Fue convocado para defender la selección de Brasil en el Campeonato Sudamericano Sub-20 de 2015 que se realizó en Uruguay. Jugó 8 encuentros y clasificaron al Mundial de la categoría.
Nuevamente fue seleccionado para ser parte del plantel de Brasil y viajar a Nueva Zelanda para disputar la Copa Mundial Sub-20. Llegaron a la final, contra Serbia pero perdieron 2 a 1 en una prórroga. Caju jugó 3 partidos del mundial.

### Participaciones en categorías inferiores
| Competición                            | Sede          | Resultado     | Partidos | Goles |
| -------------------------------------- | ------------- | ------------- | -------- | ----- |
| Campeonato Sudamericano Sub-20 de 2015 | Uruguay       | Cuarto puesto | 8        | 0     |
| Copa Mundial Sub-20 de 2015            | Nueva Zelanda | Subcampeón    | 3        | 0     |

## Estadísticas
Actualizado al 18 de mayo de 2025.
| Santos F. C. · Brasil | 1.ª           | 2014          | 11  | 0 | 0  | 0 | 2  | 0 | ―  | ― | 13  | 0  |
| Santos F. C. · Brasil | 1.ª           | 2015          | 4   | 0 | 0  | 0 | 1  | 0 | ―  | ― | 5   | 0  |
| Santos F. C. · Brasil | 1.ª           | 2016          | 11  | 0 | 2  | 0 | 5  | 0 | ―  | ― | 18  | 0  |
| Santos F. C. · Brasil | 1.ª           | 2017          | 3   | 0 | 0  | 0 | 1  | 0 | ―  | ― | 4   | 0  |
| Santos F. C. · Brasil | 1.ª           | 2018          | 0   | 0 | 5  | 0 | 0  | 0 | ―  | ― | 5   | 0  |
| Santos F. C. · Brasil | Total club    | Total club    | 29  | 0 | 7  | 0 | 9  | 0 | 0  | 0 | 45  | 0  |
| APOEL de Nicosia Chipre | 1.ª           | 2018-19       | 25  | 0 | ―  | ― | 3  | 0 | 5  | 2 | 33  | 2  |
| APOEL de Nicosia Chipre | Total club    | Total club    | 25  | 0 | 0  | 0 | 3  | 0 | 5  | 2 | 33  | 2  |
| S. C. Braga Portugal | 1.ª           | 2019-20       | 1   | 0 | ―  | ― | 2  | 0 | 2  | 0 | 5   | 0  |
| Goiás E. C. · Brasil | 1.ª           | 2020          | 13  | 0 | 3  | 0 | 2  | 0 | 1  | 0 | 19  | 0  |
| Goiás E. C. · Brasil | Total club    | Total club    | 13  | 0 | 3  | 0 | 2  | 0 | 1  | 0 | 19  | 0  |
| S. C. Braga Portugal | 1.ª           | 2020-21       | 1   | 0 | ―  | ― | 0  | 0 | 0  | 0 | 1   | 0  |
| S. C. Braga Portugal | Total club    | Total club    | 2   | 0 | 0  | 0 | 2  | 0 | 2  | 0 | 6   | 0  |
| Aris de Limassol Chipre | 1.ª           | 2021-22       | 20  | 0 | ―  | ― | 0  | 0 | ―  | ― | 20  | 0  |
| Aris de Limassol Chipre | 1.ª           | 2022-23       | 26  | 2 | ―  | ― | 1  | 0 | 2  | 1 | 29  | 3  |
| Aris de Limassol Chipre | 1.ª           | 2023-24       | 25  | 4 | ―  | ― | 3  | 1 | 11 | 1 | 39  | 6  |
| Aris de Limassol Chipre | 1.ª           | 2024-25       | 13  | 1 | ―  | ― | 0  | 0 | ―  | ― | 13  | 1  |
| Aris de Limassol Chipre | Total club    | Total club    | 84  | 7 | 0  | 0 | 4  | 1 | 13 | 2 | 101 | 10 |
| Total carrera | Total carrera | Total carrera | 153 | 7 | 10 | 0 | 20 | 1 | 21 | 4 | 204 | 12 |
| (1)Incluidos los datos de la Copa de Brasil (2014, 2015, 2016, 2017, 2020), Supercopa de Chipre (2018), Copa de Chipre (2018-19), Copa de la Liga de Portugal (2019-20) y Copa de Portugal (2019-20) (2)Incluidos los datos de la Liga de Campeones de la UEFA (2018-19), Liga Europa de la UEFA (2018-19, 2019-20) y Copa Sudamericana (2020) |               |               |     |   |    |   |    |   |    |   |     |    |

## Palmarés

### Títulos nacionales
| Título                     | Club             | País     | Año  |
| -------------------------- | ---------------- | -------- | ---- |
| Primera División de Chipre | APOEL de Nicosia | Chipre   | 2019 |
| Copa de Portugal           | S. C. Braga      | Portugal | 2021 |
| Primera División de Chipre | Aris de Limassol | Chipre   | 2023 |
| Supercopa de Chipre        | Aris de Limassol | Chipre   | 2023 |

### Campeonatos regionales
| Título              | Club         | País   | Año  |
| ------------------- | ------------ | ------ | ---- |
| Campeonato Paulista | Santos F. C. | Brasil | 2015 |
| Campeonato Paulista | Santos F. C. | Brasil | 2016 |